# Cimetière de Blandford
Le cimetière de Blandford est un cimetière historique situé à Petersburg, en Virginie aux États-unis. Sur la tombe la plus ancienne, celle de Richard Yarbrough, est inscrite la date de 1702. Des anciens combattants de tous les guerres américaines y sont enterrés dont 30000 Confédérés tués lors du siège de Petersburg (1864-65) au cours de la guerre de Sécession.
En 1866, le cimetière de Blandford est le lieu de la cérémonie de la journée de la décoration. Lors de la visite du cimetière, l'épouse du général de l'Union John A. Logan est présente et espionne Miss Nora Fontaine Davidson, une institutrice et ses élèves de déposant des fleurs et de petits drapeaux confédérés sur les tombes des soldats. Peu de temps après, le général Logan émet une proclamation appelant à l'observance du jour du souvenir. Les habitants disent que la journée de la décoration a servi de source d'inspiration pour le gouvernement fédéral pour le Memorial Day.
En 2014, Bellware et Gardiner rejettent cet argument, dans The Genesis of the Memorial Day Holiday in America. Ils soulignent que le général Logan était conscient des célébrations sudistes du Memorial Day avant le voyage de sa femme en Virginie en 1868 et les a même mentionnées dans un discours en 1866.
Le cimetière s'étend sur 189 acres (0,76 km2), faisant de lui le deuxième plus grand cimetière de Virginie, derrière le cimetière national d'Arlington. Le site des sépultures d'origine, appelée la « old ground » (la vieille terre), s'étend sur 4 acres (16 187 m2) et comprend l'église historique de Blandford.
Le colonel Robert Bolling, le major général confédéré William Mahone, sa femme Otelia, et beaucoup de leurs proches disparus, le brigadier-général confédéré Cullen A. Battle et le brigadier général David A. Weisiger y sont enterrés.
Le cimetière est adjacent à l'église de Blandford, qui est un mémorial confédéré qui dispose d'un ensemble complet de vitraux conçus par les studios Tiffany.
Le cimetière a été inscrit sur le Registre national des lieux historiques en 1992.

## Sépultures notables
- Joseph Cotten
- Patrick H. Drewry
- James Gholson
- Alva Curtis Hartsfield : l'un des dix étudiants de l'institut militaire de Virginie tués à la bataille de New Market le 15 mai 1864.
- Francis R. Lassiter
- William Robertson McKenney
- William Mahone, général confédéré
- Patricia Medina
- Major général William Phillips
- Marie Tannahill
- Edward Carrington Venable
- David Addison Weisiger, général confédéré

- Le cimetière contient deux tombes britanniques de la guerre du Commonwealth, un cadet du Royal Flying Corps de la première guerre mondiale et un officier de la Royal Canadian Air Force de la seconde guerre mondiale[6].